# قوانغشي
قوانغشي مقاطعة في أقصى الجنوب الصيني وترتبط بحدود مع فيتنام ولها شريط ساحلي على خليج تومكن. وللمقاطعة مزيج متنوع من الأقليات العرقية أضخمهم قبيلة شونغ وفي سنة 1958 أصبحت مقاطعة ذاتية الحكم لأقلية شونج. تحظى المقاطعة بجمال طبيعي أخاذ ومناظر بديعة تمتعها بطبيعة فاتنة وجبال خضراء تكتنف نهر لي الذي يشق المقاطعة.
مناخها شبه استوائي معتدل شتاء وحار رطب صيفا ، وعاصمة المقاطعة هي مدينة ناننغ.

## توأمة
لقوانغشي اتفاقيات توأمة مع كل من:
- نيوبورت
- محافظة سورات ثاني (2004 - )
- كوماموتو (20 مايو 1982 - )

## صور من قوانغشي

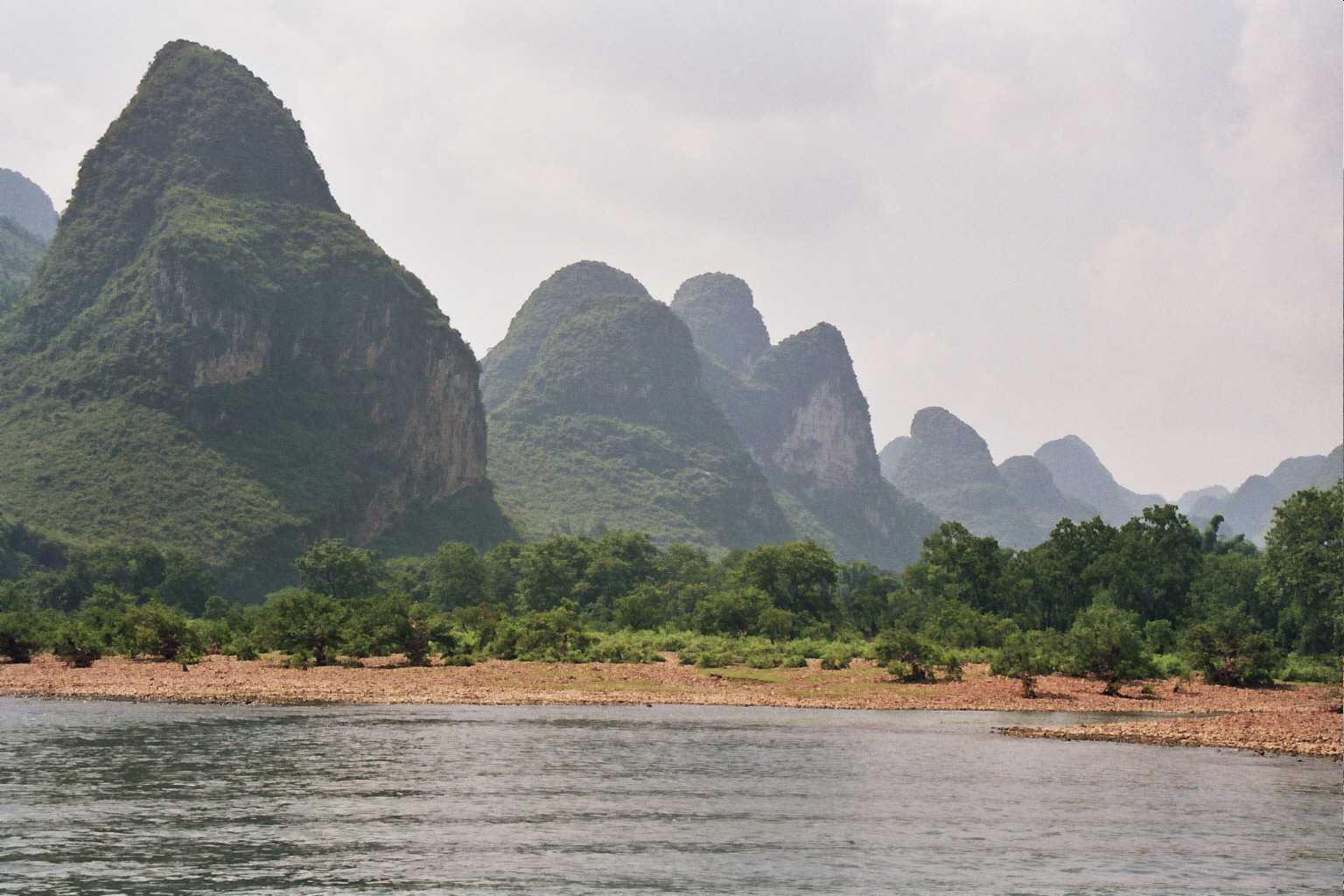
جبال كارست على نهر لي
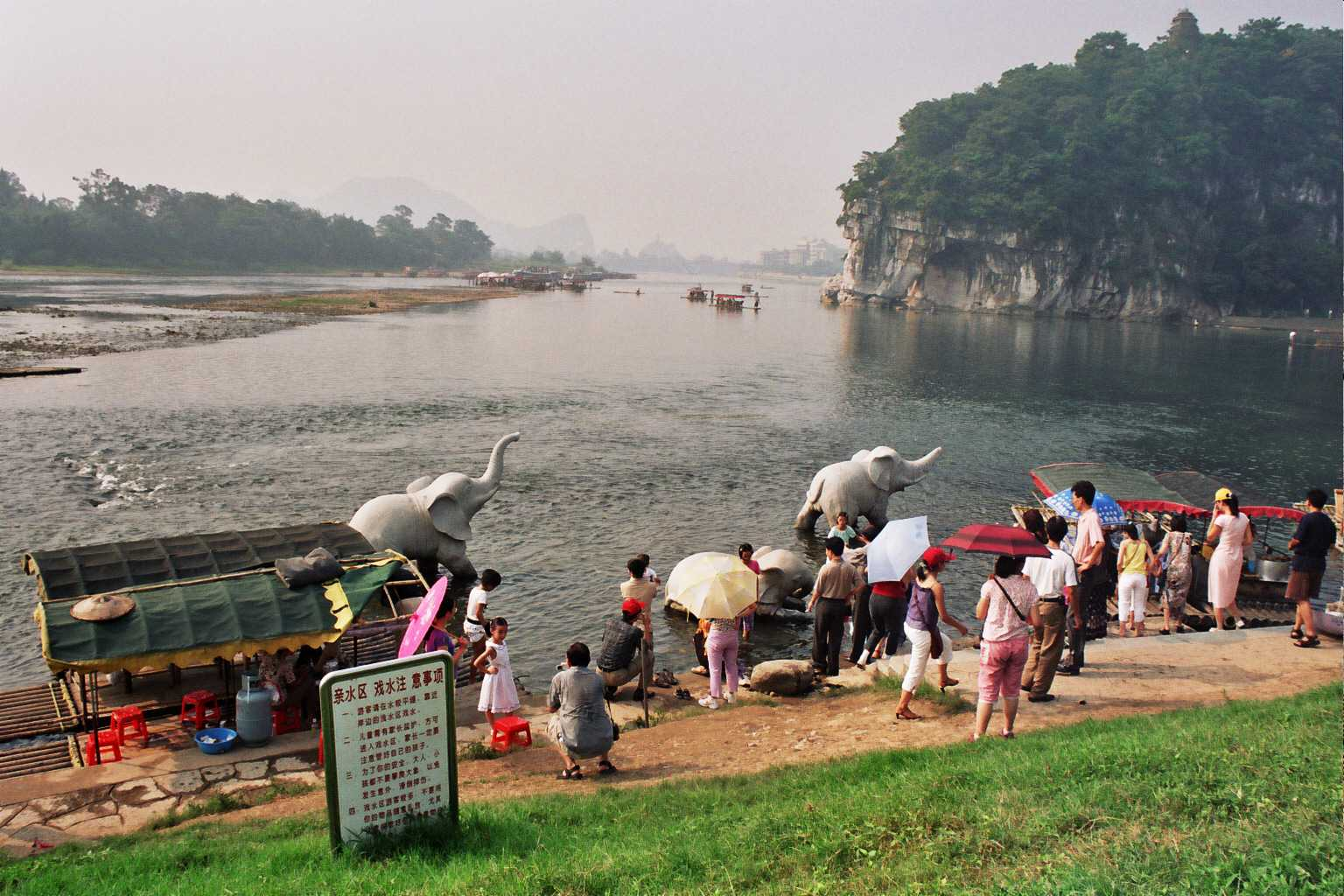
جبل خرطوم الفيل على "نهر لي"
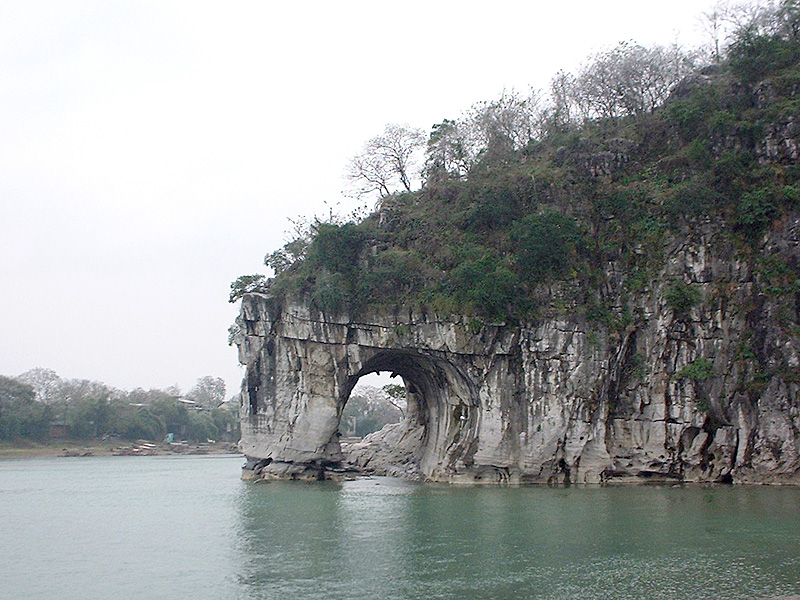
جبل خرطوم الفيل في غويلين
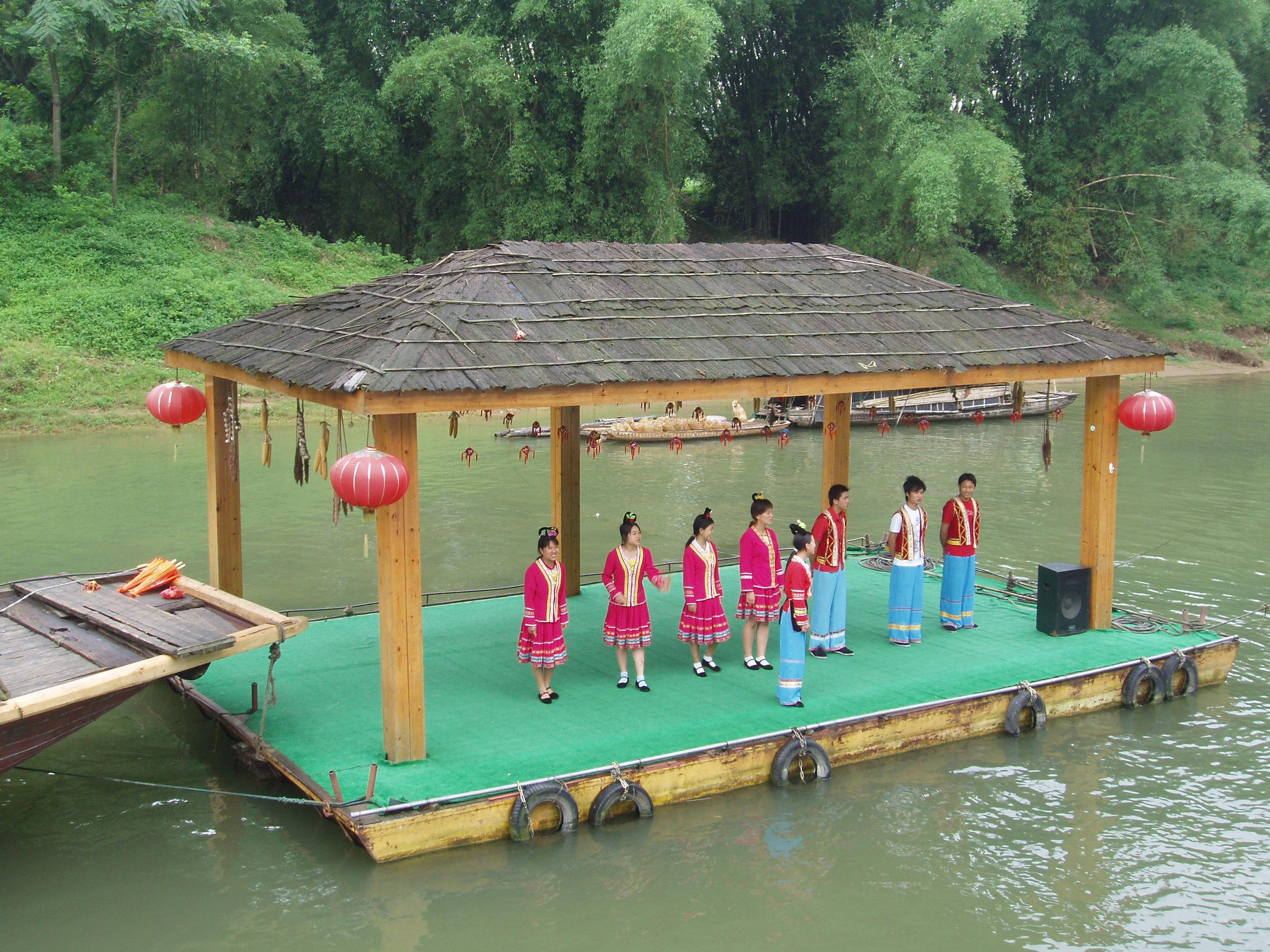
من أقليات Zhuang

## أعلام
- ماساو ناكامورا
- أوقستي شابديلين
- لو جونغ
- تشونغ لينغ
- ليلي تشو
- ليو سونغ
- سون لي

## اقرأ أيضا
- لونغزهينج